# Margaritifera

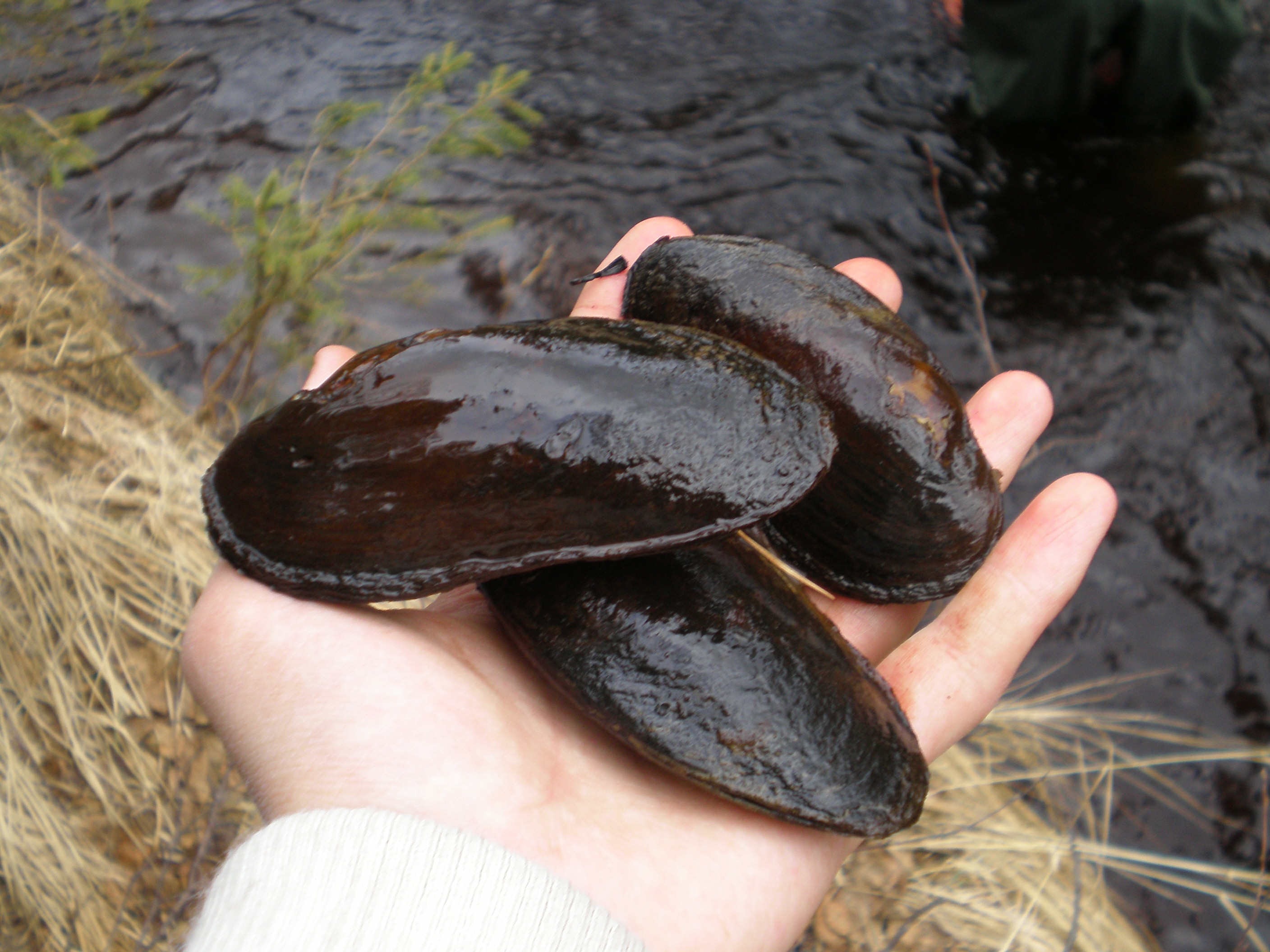
Margaritifera margaritifera.

Margaritifera é um género de mexilhões de água doce da família Margaritiferidae.

## Espécies
O género Margaritifera inclui as seguintes espécies:
- Margaritifera auricularia (sinónimo taxonómico: Pseudunio auricularia)
- Margaritifera falcata (Gould, 1850)
- Margaritifera hembeli (Conrad, 1838)
- Margaritifera margaritifera (Linnaeus, 1758) — mexilhão perlífero de água doce (inclui a subespécie Margaritifera margaritifera durrovensis Phillips, 1928)
- Margaritifera marrianae R. I. Johnson, 1983

Com base nas bases de dados do Catalogue of Life e do Dyntaxa, o conjunto de espécies atrás pode ser representado pelo seguinte cladograma:
| Margaritifera | \| \| Margaritifera falcata \| \| \| \| \| \| Margaritifera hembeli \| \| \| \| \| \| Margaritifera margaritifera \| \| \| \| \| \| Margaritifera marrianae \| \| \| \| \| \| Margaritifera auricularia \| \| \| \| |
|               | \| \| Margaritifera falcata \| \| \| \| \| \| Margaritifera hembeli \| \| \| \| \| \| Margaritifera margaritifera \| \| \| \| \| \| Margaritifera marrianae \| \| \| \| \| \| Margaritifera auricularia \| \| \| \| |
|               | Cumberlandia |
|               | |
|               | Margaritifera falcata |
|               | |
|               | Margaritifera hembeli |
|               | |
|               | Margaritifera margaritifera |
|               | |
|               | Margaritifera marrianae |
|               | |
|               | Margaritifera auricularia |
|               | |

|  | Margaritifera falcata       |
|  |                             |
|  | Margaritifera hembeli       |
|  |                             |
|  | Margaritifera margaritifera |
|  |                             |
|  | Margaritifera marrianae     |
|  |                             |
|  | Margaritifera auricularia   |
|  |                             |